# Кастіо Клейтон
Кастіо Клейтон (англ. Custio Clayton; нар. 5 жовтня 1987, Дартмут) — канадський професійний боксер.

## Аматорська кар'єра
На Олімпійських іграх 2012 переміг Оскара Моліну (Мексика) і Камерона Гаммонда (Австралія), а у чвертьфіналі програв Фреду Евансу (Велика Британія) — 14-14(+).

## Професіональна кар'єра
Дебютував на професійному рингу 2014 року. Здобув 18 перемог поспіль, у тому числі над колишнім чемпіоном WBO у першій напівсередній вазі Демаркусом Корлі (США).
24 жовтня 2020 року вийшов на бій за титул «тимчасового» чемпіона IBF у напівсередній вазі проти колишнього чемпіона WBO у першій напівсередній вазі Сергія Липинця (Росія). Суперники не зуміли визначити володаря титулу «тимчасового» чемпіона. Бій вийшов конкурентним і, пройшовши усю дистанцію, завершився нічиєю.
14 травня 2022 року в бою за звання обов'язкового претендента на титул чемпіона IBF у напівсередній вазі зазнав поразки нокаутом від Джарона Енніса (США), після чого провів один бій і завершив виступи.